# Четвёртая битва за Брегу
Четвёртая битва за Брегу — одно из сражений гражданской войны в Ливии.

## Хронология событий
Датой окончания патовой военной ситуации можно считать 13 июля, когда отряды ПНС начали новое наступление в направлении Бреги. Отдельные СМИ уже 16-20 июля сообщали о победе бойцов ПНС в Бреге, однако едва начавшись, наступление столкнулось с трудностью разминирования местности, тем более что для разминирования у сил революционеров не было ни достаточного количества инженеров, ни специальной техники. В дальнейшем Аль-Джазира сообщила со ссылкой на инженеров, что между Адждабией и Сиртом (преимущественно в районе Бреги) находилось приблизительно 60 тысяч мин, из которых по состоянию на 22 сентября, обезврежено было только 21 тысяча. Таким образом, темп наступления резко снизился, а информация с фронта поступала крайне редко. С другой стороны, войска Каддафи, которые являлись мишенью для авиации НАТО, также были лишены манёвра. Давали о себе знать и потери в тяжелой технике (к июню-июлю 2011 года активность танков войск Каддафи, которые становились мишенью для авиации НАТО, значительно снизилась), однако они компенсировались активностью артиллерии войск Каддафи, которая оставалась активной на всех фронтах.
28 июля 2011 года при невыясненных обстоятельствах был убит начальник штаба войск революционеров Абдул Фатах Юнис. Он был отозван в Бенгази с участка боевых действий у города Брега. По словам главы Национального переходного совета (НПС) Мустафы Абдель-Джалиля, Юнис должен был доложить о текущей ситуации. По дороге Юнис и ещё два сопровождавших его офицера, были убиты. По слухам же, военачальника везли в Бенгази для допроса по подозрению его в связях с Каддафи. Глава НПС заявил, что смерть Юниса — дело рук наемников Каддафи, проникших в ряды революционеров.. В дальнейшем появилась неподтверждённая информация, что заказчиков, а затем и исполнителей убийства удалось найти, однако имена их не назывались в виду опасности эскалации межплеменных конфликтов.
11 августа — представитель революционеров Мухаммед аль-Раджали заявил информационному агентству Associated Press, что силам ПНС удалось взять Брегу. При этом он уточнил, что бои продолжается в промышленной зоне города, где находятся предприятия по переработке нефти.
12 августа — государственное телевидение Ливии подтвердило факт контроля революционерами Третьего жилого массива города (Восточной Бреги), однако заявило, что войска Каддафи по-прежнему контролируют западную часть Бреги.
14 августа — появились сообщения о взятии территории университета и Второго жилого массива Бреги революционерами, однако сообщается и о больших потерях среди них.
15 августа — сообщается о боях армии ПНС с войсками Каддафи возле нефтеперерабатывающего комплекса Бреги. Накануне войска Каддафи, по словам революционеров, взорвали нефтяной танкер в порту Бреги.
16 августа — войска Каддафи впервые с начала гражданской войны применили ракеты. Сообщается, что ракета была запущена в 80 километрах восточнее Сирта и упала в пустыне, поблизости от Бреги. Жертв нет.
19 августа — отряды армии ПНС взяли под контроль Брегу и все её стратегические объекты, об этом сообщил военный представитель ПНС Ахмед Бани.
21 августа — телеканал Аль-Арабия сообщил, что силы Каддафи между Брегой и Сиртом ведут переговоры и готовы сдаться революционерам. Тем не менее, и после этого бои на Восточном фронте продолжались.
22 августа — Аль-Джазира подтвердила, что революционеры контролируют нефтяной комплекс Бреги и весь город, а войска Каддафи отступили в направлении Башира в 25 км от Бреги.
После взятия Бреги повстанцы захватили Рас-Лануф и начали битву за Бин-Джавад.